# Armand de Baudry d'Asson (1862-1945)
Pour les articles homonymes, voir Armand de Baudry d'Asson, Baudry et Asson (homonymie).
Armand Charles de Baudry d'Asson est un homme politique français né le 26 octobre 1862 à La Garnache (Vendée) et décédé le 23 avril 1945 dans cette même ville. D'opinions royalistes et nationalistes, il siège à la Chambre des députés où il se distingue par son intransigeance à l'égard de l'Allemagne, de son possible sursaut national et des réparations qu'elle doit payer à la France à l'issue de la Première Guerre mondiale. Il est également sénateur de la Vendée de 1927 à 1936.

## Biographie

### Héritier d'une famille de notables
Fils d'Armand Léon de Baudry d'Asson, père d'Armand Quentin de Baudry d'Asson, il fait partie d'une famille de la noblesse vendéenne habituée aux mandats locaux et nationaux. Il devient ainsi maire de La Garnache, son village natal, et conseiller général du canton de Challans.
En 1900, il fonde une soierie en Belgique, la Société de soie artificielle, qu'il dirige jusqu'en 1929.
Monarchiste comme son père, il est proche de l'Action française. Il est vice-président du conseil d'administration du quotidien rennais Le Nouvelliste de Bretagne de 1927 à 1928, date à laquelle il démissionne à l'issue d'une crise interne relative à la condamnation pontificale de l'Action française.

### Député de Vendée

#### XIelégislature
Il tente de succéder à son père en se présentant aux élections législatives de 1914, dans la deuxième circonscription des Sables-d'Olonne, où il obtient le siège dès le premier tour. En raison de son âge avancé, il n'est pas mobilisé dans la Grande guerre et siège donc pendant l'intégralité de la législature. Il prend place parmi les députés royalistes du Groupe des droites.
Il fait de nombreuses interventions à la Chambre des députés, notamment :
- en 1916 : sur la mise en culture des terres abandonnées du fait de la guerre ; sur la défense de Verdun ;
- en 1917 : sur la production de guerre ; sur la mise en accusation de Louis Malvy, ancien Ministre de l'Intérieur, accusé par la droite d'avoir des relations avec le haut commandement allemand ;
- en 1919 : sur la situation financière déplorable de la France ; sur la réparation des dommages de guerre par l'Allemagne.

En 1916, il interpelle à deux reprises le Gouvernement Aristide Briand (5), d'une part sur le bon fonctionnement de la production de munitions et d'autre part sur sa politique générale.
Mais son interpellation la plus marquante a lieu pendant la séance du 13 novembre 1917 lorsque, de concert avec ses collègues du Groupe des droites Jules Delahaye, Henri de La Ferronnays et Jacques de Juigné, il accuse le Président du Conseil Paul Painlevé de rompre l'Union sacrée en persécutant les nationalistes de l'Action française. Scandalisés par cette révélation, les députés refusent l'ajournement de l'interpellation à 277 voix contre 186, ce qui entraîne la chute du Gouvernement Paul Painlevé (1).
Il fait également partie de la commission du budget, de la commission des marchés, de la commission du commerce et de l'industrie, de la commission de la législation fiscale, ainsi que de la commission de l'énergie hydraulique.

#### XIIelégislature
Il se présente aux élections législatives de 1919 sur la liste d'union nationale et est réélu député de la Vendée en tête de sa liste. Lors de cette législature, il siège parmi les Indépendants de droite, un groupe parlementaire dominé par les sympathisants de l'Action française.

##### Politique intérieure
Il est membre de la commission des douanes et de la commission des finances, domaine dans lequel il est devenu un expert au cours de la législature précédente. Il est également rapporteur du budget du Service des poudres de 1920 à 1923.
En 1920, il dépose une proposition de loi concernant la Loi des huit heures.
Le 18 mai 1920, dans un contexte de grèves massives, Léon Daudet - qui siège avec Armand de Baudry d'Asson au sein des Indépendants de droite - dénonce les menées bolcheviques de la Confédération générale du travail et félicite le Gouvernement Alexandre Millerand (2) pour sa ferme reprise en main. Baudry d'Asson renchérit dans un discours où il dénonce le complot révolutionnaire et antipatriotique de la CGT, en accusant les « divers gouvernements et celui qui est sur ses bancs d'avoir ainsi laissé s'établir une lutte des classes odieuse, qui menace aujourd'hui la vie même de la France ». Il suggère à Alexandre Millerand de viser « à la tête du ténia cégétiste révolutionnaire pour en délivrer la France à jamais » et dépose dans la foulée une proposition de loi interdisant la grève dans les services publics exploités par l’État. En effet, la conception sociale des membres des Indépendants de droite s'inscrit dans la ligne de l'Action française en renvoyant dos-à-dos l'égoïsme patronal et la lutte des classes, des attitudes également antipatriotiques. La solution qu'ils prônent est le corporatisme, cœur de la doctrine du catholicisme social qui consiste à rassembler patrons et ouvriers par leur objet social plutôt que de les diviser par leur classe sociale. Baudry d'Asson le souligne, il s'agit d'unir « les forces vives de la nation : le capital, le talent, le travail ». En tant que chef d’entreprise, il défend donc un paternalisme social, « formule vécue chez moi, dans mes usines, depuis vingt ans ». Il conclut : « la question sociale […] n'est autre qu'une question de loi morale et il n'y a pas de loi morale sans son législateur qui est Dieu ».

##### Politique étrangère
Les deux préoccupations majeures de Baudry d'Asson en matière de politique étrangère sont les relations avec le Vatican et le paiement des indemnités de guerre dues par l'Allemagne.
En 1920, il interpelle le gouvernement sur le désarmement de l’Allemagne, jugé incomplet.
Dans la discussion parlementaire préalable à la Conférence de Spa (1920), il demande à Alexandre Millerand de refuser toute compromission avec les Anglais dans la négociation du montant des réparations de guerre dû par l'Allemagne. Il tonne à cette occasion :

« On peut affirmer que l’Allemagne peut payer les réparations, tant que […] l’on n’aura pas fait la preuve que l’Allemand, non envahi, est plus appauvri que le Français du Nord et de l’Est, ne retrouvant, de son usine, de sa ferme et de sa maison, que des ruines informes et une terre défoncée, incapable de produire avant de longues années. »

Lors du débat du 16 novembre 1920, Baudry d’Asson prononce un discours passionné en faveur du projet de rétablissement des relations diplomatiques avec le Vatican du Gouvernement Georges Leygues :

« Le problème tel qu’il nous est soumis par le Gouvernement doit être résolu par la simple mais par la haute compréhension des droits et des devoirs que nous assignent, dans le monde, et nos traditions séculaires et nos intérêts futurs […] Votons à l’unanimité en bons Français tout court – le qualificatif est assez beau – l’adoption du projet, pour la sauvegarde des intérêts supérieurs de la patrie ! »

En 1921, il interpelle une première fois le Gouvernement Aristide Briand (7) sur la faiblesse de sa politique étrangère, se faisant le porte-parole de son groupe parlementaire, puis une deuxième fois sur les réparations de guerre dues à la France par l'Allemagne et que celle-ci rechigne à payer.
Le 3 avril 1922, dressant le bilan du Gouvernement Aristide Briand (7) dont le groupe des Indépendants de droite a causé la chute en ralliant la majorité du Bloc national à sa vision des réparations allemandes, il liste :

« Mutilation de la victoire, […] politique de servilité et de concessions successives […] capitulation des intérêts financiers de la France, refroidissement considérable de nos amitiés, préparation de la revanche par l'Allemagne en lui laissant le pain et le nerf de la guerre, avec le charbon et l'argent. Voilà le bilan de la gestion du ministère Briand »

Il poursuit son discours en s'affirmant hostile à la participation de la France à la Conférence de Gênes, considérant que cela revient à « prolonger l’existence » du « barbare et hideux bolchévisme », lui préférant une « action énergique, […] une prise de gages et de garanties par la force ».
Néanmoins, il place un grand espoir en Raymond Poincaré, comme il le fait savoir lors du grand débat de politique intérieure de juin 1923. Il y réaffirme toute sa confiance « au Gouvernement qui poursuit la politique nationale des réparations dans la Ruhr » sans pour autant adhérer au nationalisme républicain de Poincaré :

« Royalistes nous avons été, royalistes nous resterons, pour la restauration de notre pays par l’application des grands et éternels principes de responsabilité, de hiérarchie, d’unité et de continuité de direction, qui ont fait la France glorieuse et prospère pendant des siècles et des siècles. »

#### XIIIelégislature
Il se présente aux élections de 1924 sur la liste de la majorité de droite, la liste du Cartel vendéen d'union nationale. Il conserve son siège, recevant la majorité absolue des voix. Durant cette législature, il siège en tant que député non inscrit et membre de la commission des finances et de la commission de l'agriculture.
Son action politique se porte majoritairement sur les questions religieuses. En effet, la victoire du Cartel des gauches relance les politiques anticléricales, ce qui déclenche une vague de manifestations de la part des catholiques, notamment dans la région qu'il représente : la Vendée. Il participe aux manifestations et communique auprès de la Chambre les revendications des catholiques vendéens.
Dans ce climat d'agitation religieuse, le gouvernement est interpellé le 19 mars 1925 par le radical Pierre Cazals sur les « attaques dirigées par les évêques [sic] de France contre les institutions laïques et scolaires de la République, contre la notion même de la loi et contre les principes sur lesquels se fondent les sociétés modernes ». Baudry d'Asson prend part à la discussion pour défendre la Déclaration sur les lois dites de laïcité, visée par cette interpellation, ainsi que les manifestations de la Fédération nationale catholique. Son discours attaque avec vigueur la laïcisation de la société française, qui, selon lui, se fait contre les droits des catholiques français : 

« Nous n'avons pas, messieurs, à justifier nos cardinaux et nos archevêques devant vous. Le texte de leur déclaration se suffit à lui-même. [...] Mais, nous tenons à le dire hautement, l'abrogation des lois de laïcité, nous la voulons comme eux, l'abrogation, et non plus l'application libérale un jour, sectaire le lendemain, qui laisse subsister le principe et la malfaisance essentielle. 
Cela posé, je me bornerai à répondre à trois fausses allégations qui me semblent, au surplus, résumer tout le débat.
On nous a accusés, d'abord, notamment en Vendée, d'avoir déclaré la guerre religieuse. Ce n'est pas vrai ! (Interruptions à gauche et à l'extrême-gauche.) [...] Remarquez bien deux choses, messieurs du Gouvernement : la provocation est toujours venue de votre côté, mais la provocation n'est jamais restée sans riposte. (Applaudissements à droite.) [...]
Je tiens, en second lieu, à saisir l'occasion d'affirmer que l'accusation de travailler, en tant que catholiques, à renverser la République est une erreur profonde, j'ose dire une calomnie. [...]
Troisièmement, enfin, les cardinaux et les archevêques viennent de démontrer que les lois laïques étaient, comme vient de le déclarer M. Groussau, un attentat à Dieu lui-même. [...] Mais ne voulant pas faire ici de théologie, comme certains d'entre vous, messieurs de la majorité, semblent si enclins à le faire, et pour répudier ces lois de la laïcité, je vais me placer sur un autre terrain, sur celui où devraient se donner rendez-vous, un rendez-vous loyal, tous les honnêtes gens de France [...] : sur le terrain de la liberté égale pour tous dans le droit commun. [...] Si ces lois consistent à nous priver de nos libertés mêmes, comment voulez-vous que nous ne prenions pas pour dérision votre appel au respect de la loi et de la liberté, alors que l'une, d'avance, empêche l'usage de l'autre ? (Applaudissements à droite.) Nierez-vous que les catholiques ne jouissent pas de l'égalité réelle avec les autres citoyens ? Tandis que tout le monde peut se syndiquer ou s'associer, [...] pourquoi ce droit est-il refusé aux congréganistes ? Tandis que tout le monde peut enseigner, les religieux sont exclus de toutes les écoles. [...]
Ce peuple dont j'ai le grand honneur de représenter ici une noble phalange, vivait en paix, au point de vue religieux, monsieur Herriot, avant votre arrivée au pouvoir. Vous êtes seul responsable de lui avoir rappelé la charte de votre régime, cette Déclaration des droits de l'homme et du citoyen, que nous désapprouvons sur tant de points mais qui nous répète opportunément aujourd'hui que « contre la tyrannie, c'est-à-dire contre les lois injustes, l'insurrection est le plus sacré des devoirs. » (Applaudissements à droite. — Exclamations à l'extrême gauche et à gauche.) Mais oui, nous saurons nous y référer quelquefois à cette déclaration, tandis que vous, quand elle vous gêne, vous vous empressez de ne la plus connaître. 
Nos cardinaux ne sont pas allés si loin que vos grands ancêtres, hommes de la Révolution, mais vous ne pouvez pas vous étonner qu'ils aient substitué le discernement de la raison au fétichisme de la légalité. Ils savent que le droit est au-dessus de la loi. Lui seul est intangible au nom de Dieu qui l'a créé et de la nature des chose qui le réalise (Applaudissements à droite. — Exclamations à l'extrême gauche et à gauche), en dépit de vos lois passagères qui seront poussière demain dans notre France renaissante en face de l’Église immortelle. (Très bien ! très bien ! à droite.) [...]
Mes chers collègues de l'Ouest, le Concordat, n'est-il pas vrai, est né en 1801 de la résistance invincible de la Vendée militaire. (Applaudissements à droite.) La paix des âmes et l'union de tous les citoyens, si nécessaire à la grandeur de la patrie, c'est, aujourd'hui encore, notre résistance légitime qui saura les reconquérir. (Applaudissements à droite.) »

Le lendemain, le Président du Conseil Édouard Herriot critique le catholicisme, qu'il qualifie de « christianisme des banquiers », déclenchant de vives protestations sur les bancs de la droite, et notamment de la part d'Henri de La Ferronnays et d'Armand de Baudry d'Asson qui somment Herriot de retirer ses injures. Le Cartel ayant voté l'exclusion temporaire du marquis de La Ferronnays, Baudry d'Asson, ulcéré par cette manœuvre, lance au Président du Conseil - qui a repris son discours - : « Vous ne parlerez plus ! », suivi par de nombreux députés de droite qui multiplient les invectives et les interruptions.
Il participe également aux discussions des budgets de 1925 et 1926.

### Sénateur de Vendée
Il obtient un siège de sénateur aux élections sénatoriales de 1927, et démissionne de son mandat de député le 13 juillet 1927.
Membre de la commission de l'enseignement, il dépose un grand nombre de questions écrites entre 1927 et 1929. Il siège à la commission de l'agriculture à partir de 1933 et consacre la majeure partie de son travail parlementaire aux questions agricoles.
En 1930, il s'oppose à l'adoption de la loi sur les assurances sociales, défendant à la tribune du Sénat des solutions mutualistes ou privées pour résoudre les problèmes sociaux.
Il décide de ne pas se représenter aux élections sénatoriales de 1935.

### Fin de vie
Il meurt à La Garnache, son village natal, le 23 avril 1945.

## Distinctions
- Chevalier de l'ordre souverain de Malte
- Chevalier de l'Ordre de Léopold
- Camérier secret de Sa Sainteté le Pape Pie X

### Sources
- « Armand de Baudry d'Asson (1862-1945) », dans le Dictionnaire des parlementaires français (1889-1940), sous la direction de Jean Jolly, PUF, 1960 [détail de l’édition]